# La Porte des Enfers (roman)
Pour les articles homonymes, voir La Porte des Enfers.
La Porte des Enfers est un roman de Laurent Gaudé publié chez Actes Sud le 15 août 2008. L'intrigue se déroule dans le sud de l'Italie, principalement à Naples, à deux années différentes (1980 et 2002).

## Synopsis
En août 1980, un jeune garçon de six ans nommé Pippo reçoit une balle perdue lors d'une fusillade. Son père, Matteo De Nittis, qui l'accompagnait dans la rue au moment du drame, perd toute raison d'être. Sa mère, Giuliana, ne tarde pas à demander à son mari de venger leur fils, ou de « le faire revenir » contre toute rationalité.

## Création, inspiration
Au sujet de la genèse de son roman, Laurent Gaudé a déclaré : « Je m'étais fixé un pari : me lancer dans un livre dont le sujet principal serait une descente aux enfers alors que le début du roman se déroulerait dans un monde contemporain, réaliste au possible ». L'auteur a précisé que ce qui l'a intéressé était aussi de décrire sa propre vision des enfers dans ce roman, sans se baser sur les récits chrétiens, bouddhistes, ou autres.
L'auteur a déclaré au sujet de la séquence du roman qui se déroule aux Enfers : « Les quarantaines de pages qui concernent la descente aux enfers, je les ai écrites rapidement, joyeusement et avec plaisir ». Cependant, l'auteur a beaucoup travaillé toute la partie du roman précédant cette séquence, pour que le lecteur aborde la descente aux Enfers « en y croyant » : l'enchaînement des évènements a été modifié plusieurs fois. L'un des éléments retenus a été d'introduire des personnages étranges s'exprimant avec conviction sur des sujets en lien avec la mythologie, comme le professore Provolone.
Questionné sur la violence de certaines séquences de son roman, Laurent Gaudé a déclaré : « d'un point de vue littéraire, de la force des images et de la densité, je trouvais qu'il fallait quelque chose de très rude pour commencer l'histoire [référence au sort que subit Toto Cullacio]. Comme un écho à l'émotion que provoque la mort absolument absurde, injuste et révoltante de cet enfant ».